# Reinhard Meyer (Maler)
Reinhard Meyer (* 23. Mai 1951 in Wolgast) ist ein deutscher Maler.

## Leben
Reinhard Meyer beschäftigte sich schon früh mit Malerei und Musik. 1974 leistete er seinen Militärdienst in der NVA, während dessen er eine achtmonatige Haftstrafe im Militärgefängnis Schwedt wegen politischer Gründe absitzen musste. 1976 heiratete er Brigitte Meyer, beide wählten ihren Wohnort in Zinnowitz auf der Insel Usedom. Vor einer geplanten Reise nach Prag wurde dem Ehepaar die Personalausweise und damit die Ausreisedokumente entzogen und eine Meldepflicht bei den Behörden angeordnet. Eine Ausreise aus dem Kreis Wolgast wurde untersagt. Wegen Widerstandes gegen die Staatsgewalt wurde Reinhard Meyer zu insgesamt drei Jahren und drei Monaten Haft verurteilt. Ein Kunststudium war damit nicht möglich, seine künstlerische Betätigung fand heimlich statt. Eine für die Zeit der DDR wichtige Aufnahme in den Verband bildender Künstler oder Ausstellungen waren untersagt. Ab 1983 war Reinhard Meyer freiberuflich als Künstler tätig.
Nach der friedlichen Revolution 1989 verbesserten sich die Verhältnisse. 1991 wurde Meyer Mitglied im Künstlerbund Mecklenburg und Vorpommern e.V. und im Usedomer Kunstverein e.V. 1994 erhielt er ein einjähriges Arbeitsstipendium der Stiftung Kulturfonds Berlin und hatte zahlreiche Ausstellungen oder beteiligte sich an Ausstellungen. 1999 erwarb das Ehepaar eine Gründerzeitvilla im historischen Villenviertel in Zinnowitz und eröffnete 2002 die Usedomer Kunsthaus Villa Meyer.
Reinhard Meyer hat mit seiner Frau Brigitte eine Tochter und einen Sohn.

## Werke

### Kunstwerke im öffentlichen Raum
- Glasmalerei, Bleiverglasung, Tafelbilder, Design im Baltic Sport- und Ferienhotel Zinnowitz (mit Brigitte Meyer)
- Künstlerische Wandgestaltung mit Bernstein in der Strandsauna, Bernsteintherme Zinnowitz (mit Brigitte Meyer)

### Kunstwerke im öffentlichen Besitz
- Hamburg, Altonaer Museum
- Sammlung der Norddeutschen Landesbank